# Ypsolopha lonicerella
Ypsolopha lonicerella là một loài bướm đêm thuộc họ Ypsolophidae. Nó được tìm thấy ở phần phía đông của núi Carpathia.
Sải cánh dài khoảng 18–20 mm.